# Neptis laeta
Neptis laeta là một loài bướm ngày thuộc họ Nymphalidae. Nó được tìm thấy ở Châu Phi hạ Sahara.
Sải cánh dài 40–48 mm đối với con đực và 45–52 mm đối với con cái. Con trưởng thành có thể bay quanh năm đạt đỉnh từ tháng 12 đến tháng 5.
Ấu trùng ăn Dalbergia obovata, Dalbergia armata, Albizia adianthifolia, và Acalypha loài.